# Regierung Anselme (Wallonien)
Die Regierung Anselme war die sechste wallonische Regierung. Sie amtierte vom 10. Mai 1988 bis zum 8. Januar 1992.
Seit Februar 1988 regierte eine Koalition aus der Sozialistischer Partei (PS) und Christsozialer Partei (PSC) Am 9. Mai traten Ministerpräsident Guy Coëme als Verteidigungsminister und Wirtschaftsminister Philippe Busquin als Sozialminister in die föderale Regierung Martens VIII ein. Ministerpräsident der neuen wallonischen Regierung wurde Bernard Anselme (PS). Die PS stellte den Ministerpräsidenten und zwei – ab 1989 – 3 Minister, die PSC erhielt drei Ministerposten. Nach der Parlamentswahl Ende 1991 wurde die Regierungszusammenarbeit von PS und PSC fortgesetzt. Guy Spitaels (PS) wurde neuer Ministerpräsident.

## Zusammensetzung
| Amt | Name                | Partei | Beginn der Amtszeit | Ende der Amtszeit |
| --- | ------------------- | ------ | ------------------- | ----------------- |
| Ministerpräsident und Minister für Wirtschaft und kleine und mittlere Unternehmen                                           | Bernard Anselme     | PS     | 10. Mai 1988        | 18. Januar 1989   |
| Ministerpräsident und Minister für Wirtschaft, kleine und mittlere Unternehmen und den regionalen öffentlichen Dienst       | Bernard Anselme     | PS     | 18. Januar 1989     | 8. Januar 1992    |
| Minister für Haushalt, Finanzen und Wohnungen                                                                               | Amand Dalem         | PSC    | 10. Mai 1988        | 18. Januar 1989   |
| Minister für Haushalt, Finanzen und Verkehr                                                                                 | Amand Dalem         | PSC    | 18. Januar 1989     | 8. Januar 1992    |
| Minister für lokale Regierungen, bezuschusste Arbeiten und Wasser                                                           | André Cools         | PS     | 10. Mai 1988        | 1. Mai 1990       |
| Minister für innere Angelegenheiten, lokale Regierungen, bezuschusste Arbeiten und Wasser                                   | Alain Van der Biest | PS     | 3. Mai 1990         | 8. Januar 1992    |
| Minister für öffentliche Arbeiten                                                                                           | André Baudson       | PS     | 18. Januar 1989     | 7. Juni 1990      |
| Minister für öffentliche Arbeiten und Ausrüstung                                                                            | André Baudson       | PS     | 7. Juni 1990        | 8. Januar 1992    |
| Minister für Raumordnung, neue Technologien und Außenbeziehungen                                                            | Albert Liénard      | PSC    | 10. Mai 1988        | 18. Januar 1989   |
| Minister für Raumordnung, Forschung, Technologie und Außenbeziehungen                                                       | Albert Liénard      | PSC    | 18. Januar 1989     | 8. Januar 1992    |
| Minister für Entwicklung des ländlichen Raums, Naturschutz, Industriegebiete, Arbeit und den regionalen öffentlichen Dienst | Edgard Hismans      | PS     | 10. Mai 1988        | 18. Januar 1989   |
| Minister für Entwicklung des ländlichen Raums, Naturschutz, Industriegebiete und Arbeit                                     | Edgard Hismans      | PS     | 18. Januar 1989     | 7. Juni 1990      |
| Minister für Arbeit, Entwicklung des ländlichen Raums, Naturschutz und Industriegebiete                                     | Edgard Hismans      | PS     | 7. Juni 1990        | 8. Januar 1992    |
| Minister für Landwirtschaft, Umwelt und Energie                                                                             | Guy Lutgen          | PSC    | 10. Mai 1988        | 18. Januar 1989   |
| Minister für Landwirtschaft, Umwelt und Wohnungen                                                                           | Guy Lutgen          | PSC    | 18. Januar 1989     | 8. Januar 1992    |

## Umbesetzungen
Am 18. Januar 1989 kam es zu einem neuen Ressortzuschnitt. Für André Baudson (PS) wurde ein zusätzliches Ressort geschaffen.
André Cools trat am 1. Mai 1990 zurück. Sein Nachfolger wurde Alain Van der Biest.